# Seff Gessinger
Seff Gessinger (* 10. Januar 1915 in Staucha; † 17. Dezember 1988 in Hirschsprung) war ein deutscher Dichter und Komponist.

## Leben und Werk
Seff Gessinger verlebte seine Kindheit und Jugend in Tharandt und studierte dort Forstwirtschaft. Dabei wurde auch der Grundstein für seine Liebe zur Heimat und zum Erzgebirgswald gelegt. Nach dem Kriege kam er 1947 nach Hirschsprung, arbeitete hier als Forstmeister, gründete eine Familie und wohnte mit ihr im Forsthaus „Wackelbartsruh“ neben der Ladenmühle.
Seff Gessinger setzte sich für die Entwicklung der kulturellen Arbeit im Ort ein. Bereits 1948 gründete er den Hirschsprunger Volkschor, aus dem bald die Erzgebirgs-Singegruppe „Herschsprunger Feierohmdleit“ hervorging. Die Gruppe bestand über 20 Jahre bis 1970 und erfreute unter seiner Leitung in vielen Veranstaltungen Urlauber und Einheimische mit Liedern und Gedichten. Seff Gessingers Bemühen war es in dieser Zeit, mit eigenen Gedichten und Kompositionen die erzgebirgische Volkskunst zu bereichern. Sein Vorbild war ihm dabei vor allem Max Nacke vom „Alten Raupennest“, mit dem ihn eine herzliche Freundschaft verband. Seff Gessinger hielt in seinen Gedichten und Liedern viele Ereignisse und Personen der Heimat in humorvoller Weise fest und berichtet zartfühlend von der erzgebirgischen Heimat und Kultur.

## Ehrungen
In Hirschsprung wurde 1991 ein Gedenkstein im Klengelpark gesetzt.

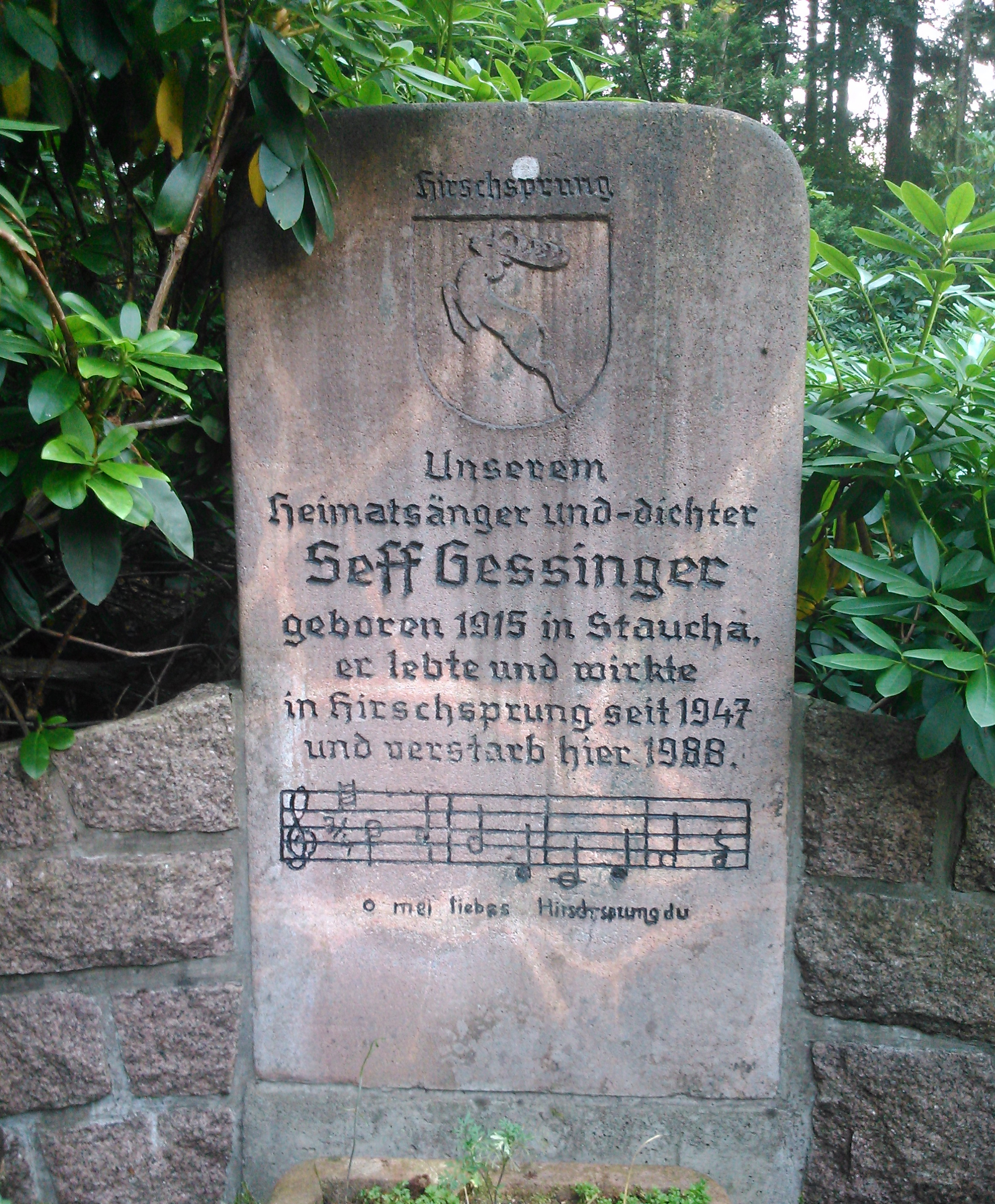
Gedenkstein für Seff Gessinger im Klengelpark in Hirschsprung